# Lisa Simpson, This Isn't Your Life
"Lisa Simpson, This Isn't Your Life" é o quinto episódio da 22ª Temporada de The Simpsons. Ele foi ao ar nos Estados Unidos no canal da FOX, no dia 14 de Novembro de 2010. Esse episódio teve 8.97 milhões de telespectadores.

## Enredo
Lisa descobre entre os pertences de Marge, que ela foi uma aluna classe "A+", e que ela não é mais por causa de um deslize no colegial; e teme que acabe de forma igual à sua mãe. Lisa logo descobre que a Escola 'Cliosers' está aceitando novos alunos; e Marge faz um acordo secreto com Lisa, e a deixa frequentar a Escola dos sonhos dela. Enquanto isso, Bart se torna o novo valentão local, após bater em Nelson.